# كلاوديو مورا
كلاوديو مورا (بالإيطالية: Claudio Morra)‏ (22 يناير 1995 في إيطاليا - ) هو لاعب كرة قدم إيطالي في مركز الهجوم. شارك مع منتخب إيطاليا تحت 20 سنة لكرة القدم. أما مع النوادي، فقد لعب مع نادي تورينو ونادي سافونا ‏ وFidelis Andria 2018 ‏.

## وصلات خارجية
- كلاوديو مورا على موقع قاعدة بيانات كرة القدم.إي يو (الإنجليزية)
- كلاوديو مورا على موقع Soccerway.com (الإنجليزية)